# 电磁超构表面
电磁超构表面（Electromagnetic metasurface），又称超表面，指一种厚度小于波长的人工层状材料。根据面内的结构形式，超表面可以分为两种：一种具有横向亚波长的微细结构，一种为均匀膜层 。超表面可实现对电磁波相位、极化方式、传播模式等特性的灵活有效调控。

## 历史
在电磁学中，对于界面的研究具有极其久远的历史。最典型的表现形式即E和H的切向分量在界面上连续。
1902年，发现了Wood异常，其实即光波在亚波长金属光栅表面通过界面效应转化为表面等离子体（SPP）。同年，发现金属薄膜可以看作一种边界条件，在薄膜两侧E的切向分量连续，但H的切向分量不再连续。
2000年，Pendry提出利用纳米金属膜层实现完美透镜。该类膜层可认为是一种超构表面。
2005年，研究者提出了平面的等离子超表面，可将曲面传统透镜变为平面，实现聚焦功能。2008年，表面等离子体超表面被用来实现波束偏折。
2011年，哈佛大学提出V形天线结构实现相位控制，从而实现反常电磁波透射和反射。

## 应用
通过超表面可实现负折射、负反射、极化旋转、汇聚成像、复杂波束、传播波向表面波转化等新颖物理效应。超表面丰富独特的物理特性及其对电磁波的灵活调控能力使其在隐身技术、天线技术、微波和太赫兹器件、光电子器件等诸多领域具有重要的应用前景。

## 其他
1. ↑  Yu, Nanfang; Capasso, Federico. . Nat. Mater. 2014, 13: 139.
2. ↑  Pendry, J.B. . Phys. Rev. Lett. 2000, 85: 3966.
3. ↑  Xu, Ting; Luo, Xiangang. . Opt. Express. 2008, 16: 4753.
4. ↑  Yu, Nanfang; Genevet, Patrice; Kats, Mikhail A.; Aieta, Francesco; Tetienne, Jean-Philippe; Capasso, Federico; Gaburro, Zeno. . Science. 2011, 334: 333.